# Zimtsäurenitril
Zimtsäurenitril (trans-3-Phenylacrylsäurenitril) bildet eine gelbliche Flüssigkeit. Es gehört zu den Aromaten und ist ein ungesättigtes Nitril mit einer trans-substituierten Kohlenstoff-Kohlenstoff-Doppelbindung. Das isomere cis-Zimtsäurenitril hat nur eine geringe Bedeutung. Die Angaben in diesem Artikel beziehen sich nur auf das trans-Zimtsäurenitril.

## Darstellung
Zimtsäurenitril erhält man durch Dehydratisierung von trans-Zimtsäureamid mit Thionylchlorid (SOCl2) in Dimethylformamid.